# Академия наук Чеченской Республики
Академия наук Чеченской Республики (чечен. Нохчийн Республикин Ӏилманийн академи) — государственная академия наук Чеченской Республики, центр научных исследований.

## История
Академия наук Чеченской Республики была основана в 1992 году. Её первым президентом стал доктор химических наук, профессор, заслуженный деятель науки РФ, академик АН ЧР Хамзат Ибрагимов — крупный учёный и организатор науки. Первым вице-президентом был избран кавказовед, доктор исторических наук Джабраил Гакаев.
Сразу же после создания перед Академией встали серьёзные проблемы, связанные с общей деградацией всех структур общества, включая научно-образовательную среду, разрушением связей с родственными организациями в других субъектах СНГ. Ситуация усугублялась взятым новым руководством республики курсом на разрыв всех связей с Россией. Последовавшие первая и вторая чеченские войны привели к ещё большему упадку научно-образовательной сферы, разрушению материальной базы науки и образования, оттоку значительной части научно-педагогических кадров, уничтожению библиотечных фондов и целому ряду других негативных последствий.

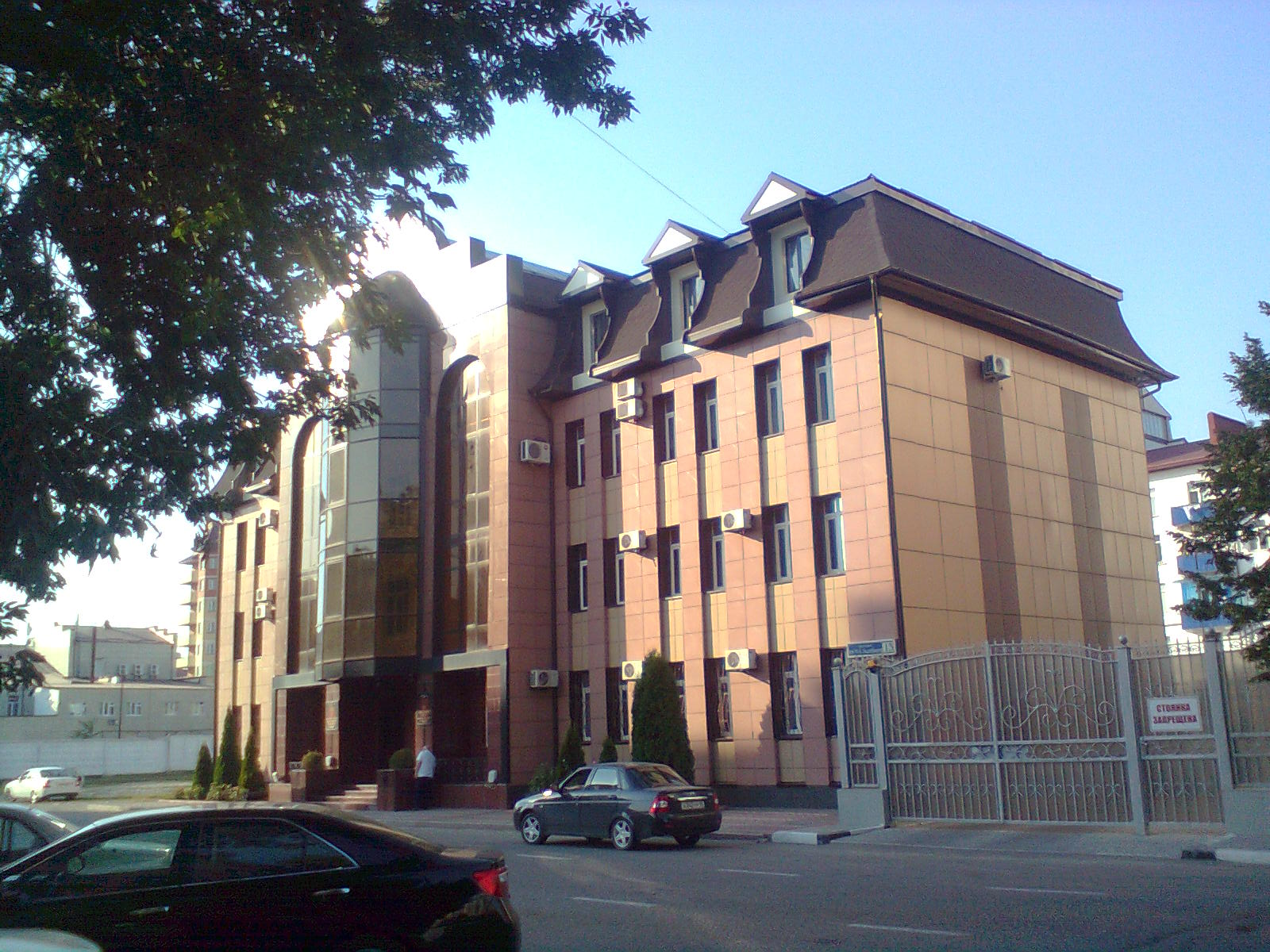
Академия наук Чеченской Республики

Вскоре после своего назначения руководителем республики в 2000 году Ахмат Кадыров встретился с представителями научной общественности республики. После этой встречи было принято решение о восстановлении Академии наук как государственного научного учреждения, начато финансирование, выделены средства для публикации научных трудов ученых и строительства здания для Академии наук Чеченской Республики, так как старое здание было уничтожено во время военных действий.
В июле 2006 года после смерти Ибрагимова новым президентом АН ЧР был избран доктор исторических наук, профессор, академик АН ЧР Шахрудин Гапуров.
В 2022 году президентом АН ЧР избран писатель и политик Джамбулат Умаров.
В 2022 году Академия наук переехала в новое здание по адресу Грозный, ул. Вахи Алиева, дом 19. Прежнее здание было снесено.

## Структура
Академия наук ЧР включает следующие научные подразделения:
- Институт гуманитарных исследований (директор — кандидат исторических наук, профессор С. С. Магамадов).
- Центр проблем материаловедения (директор — доктор физико-математических наук, профессор, академик АН ЧР Р. Х. Дадашев).
- Отделы при президиуме АН ЧР:
  - биологии и экологии;
  - наук о Земле (руководитель — доктор физико-математических наук, профессор, академик АН ЧР И. А. Керимов);
  - медицины (руководитель — доктор медицинских наук, профессор, академик АН ЧР С. К. Айсханов).

## Сегодняшнее состояние

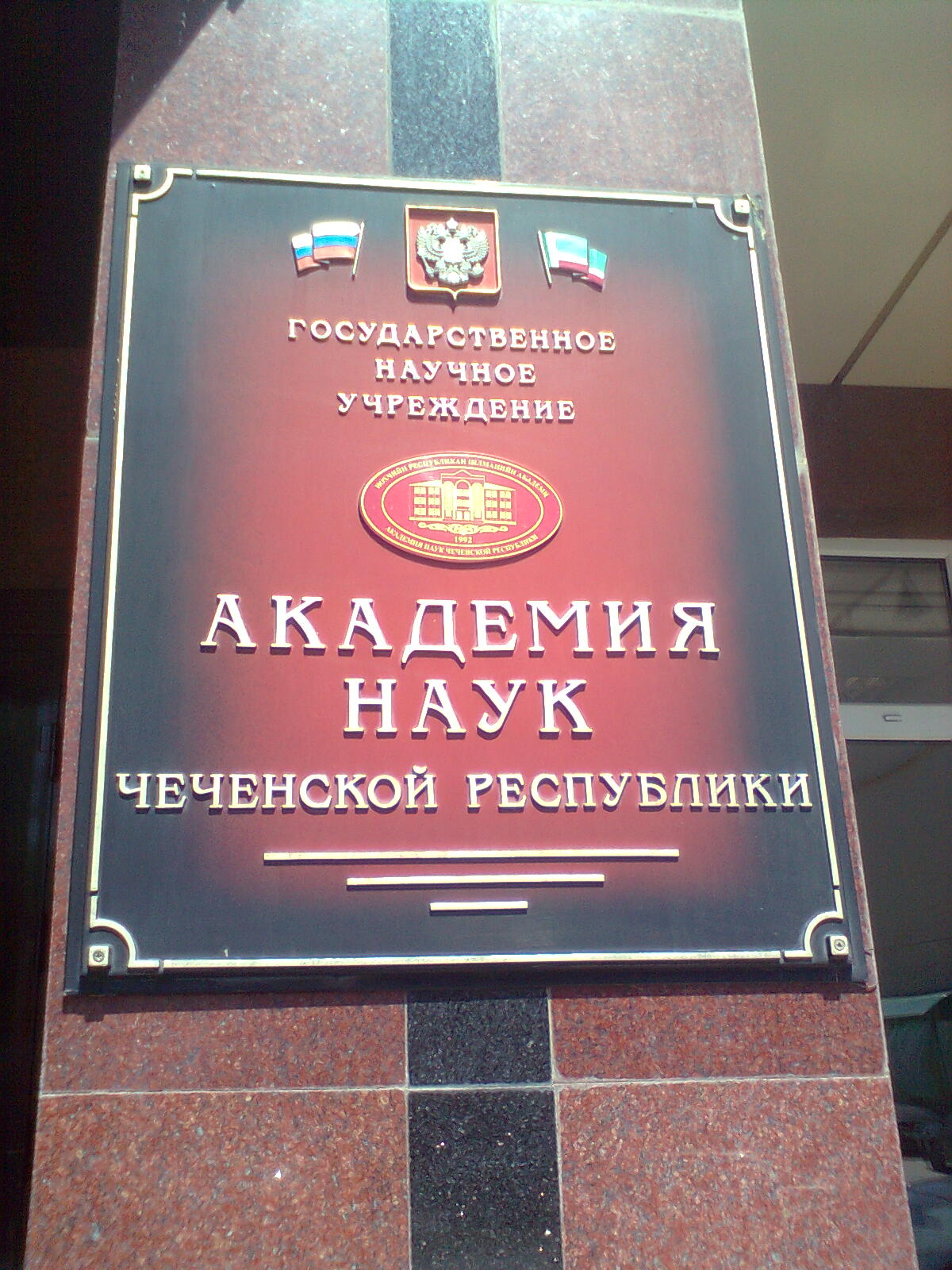

В настоящее время в Академии работают 16 действительных членов, 13 членов-корреспондентов, 37 докторов и 58 кандидатов наук. Результаты их работы издаются в Англии, Германии, Италии, Китае, Польше, США.
За 2008—2011 годы исследователи гуманитарного направления опубликовали 49 монографий и авторских сборников объёмом более тысячи печатных листов, около тысячи научных статей, проведено 14 всероссийских и международных научных и научно-практических конференций с изданием соответствующих сборников материалов. Готовится четырёхтомное издание «Истории Чечни с древнейших времен до наших дней»; начата работа над «Большим словарем чеченского языка»; продолжается выпуск многотомной серии чеченского фольклора.
Под научной редакцией А. И. Халидова издан первый том академической «Грамматики чеченского языка», над которой в течение 10 лет работали доктора филологических наук, профессора А. И Халидов, А. Д. Тимаев, М. Р. Овхадов. На этот труд получены положительные отзывы из Института языкознания Российской Академии наук, Учебно-научного Центра лингвистической типологии Института лингвистики РГГУ, Института кавказоведения Тбилисского государственного университета, Института языкознания имени А. С. Чикобава Академии наук Грузии, Института языка, литературы и искусства имени Гамзата Цадасы ДНЦ РАН. Изданы два вузовских учебника для студентов, изучающих чеченский язык, чеченско-русские словари математических, географических, физических и политических терминов. Издан медицинский атлас на трёх языках, включая чеченский. Готовится издание биологического атласа.
С 2006 года издано в общей сложности более 500 книг, среди которых монографии, учебные пособия, статьи и сборники материалов.

## Члены Академии

### Действительные члены (академики)
| №   | Фамилия, имя, отчество            | Дата рождения       | Учёная степень                    | Учёное звание | Специализация                  | Дата избрания | Организация                                                     |
| --- | --------------------------------- | ------------------- | --------------------------------- | ------------- | ------------------------------ | ------------- | --------------------------------------------------------------- |
| 1.  | Айсханов, Султан Катаевич         | 15 апреля 1944 года | доктор медицинских наук           | профессор     | медицина и экология            | 4.12.1992     | Академия наук Чеченской Республики                              |
| 2.  | Ахмадов, Явус Зайндиевич          | 3.10.1949           | доктор исторических наук          | профессор     | история                        | 17.4.2001     | Академия наук Чеченской Республики                              |
| 3.  | Акаев, Вахит Хумидович            | 5.2.1952            | доктор философских наук           | профессор     | философия                      | 4.12.1992     | Чеченский государственный университет                           |
| 4.  | Батаев, Дена Карим-Султанович     | 21.6.1961           | доктор технических наук           | профессор     |                                | 27.8.2006     | Комплексный научно-исследовательский институт РАН               |
| 5.  | Гапуров, Шахрудин Айдиевич        | 6.1.1951            | доктор исторических наук          | профессор     | история                        | 27.8.2006     | Академия наук Чеченской Республики                              |
| 6.  | Дадашев, Райком Хасимханович      | 17.12.1951          | доктор физико-математических наук | профессор     | физика                         | 27.8.2006     | Академия наук Чеченской Республики                              |
| 7.  | Зармаев, Али Алхазурович          | 4.12.1950           | доктор сельскохозяйственных наук  | профессор     | виноградарство                 | 12.3.2004     | Академия наук Чеченской Республики                              |
| 8.  | Ибрагимов, Канта Хамзатович       | 9.7.1960            | доктор экономических наук         | профессор     | литература, сельское хозяйство | 12.3.2004     | Комплексный научно-исследовательский институт РАН               |
| 9.  | Ибрагимов, Кюри Хамзатович        | 22.4.1956           | доктор сельскохозяйственных наук  | профессор     | сельское хозяйство             | 2000          | Чеченский научно-исследовательский институт сельского хозяйства |
| 10. | Керимов, Ибрагим Ахмедович        | 15.9.1955           | доктор физико-математических наук | профессор     | геофизика                      | 16.8.2007     | Комплексный научно-исследовательский институт РАН               |
| 11. | Межидов, Вахид Хумаидович         | 28.4.1938           | доктор химических наук            | профессор     | химия                          | 4.12.1992     | Академия наук Чеченской Республики                              |
| 12. | Таймасханов, Хасан Элимсултанович | 14.12.1954          | доктор экономических наук         | профессор     |                                | 2017          | Грозненский государственный нефтяной технический университет    |
| 13. | Хамзаев, Аднан Дагуевич           | 3.8.1950            | доктор физико-математических наук | профессор     | механика, математика           | 4.12.1992     | Чеченский государственный университет                           |

### Члены-корреспонденты
| №   | Фамилия, имя, отчество           | Дата рождения | Учёная степень                    | Учёное звание                                                               | Специализация  | Дата избрания | Организация                                                                                        |
| --- | -------------------------------- | ------------- | --------------------------------- | --------------------------------------------------------------------------- | -------------- | ------------- | -------------------------------------------------------------------------------------------------- |
| 1.  | Ибрагимов, Мовсур Муслиевич      | 5.2.1958      | доктор исторических наук          | профессор                                                                   | история        | 27.8.2006     | |
| 2.  | Ибрагимов, Муса Муслиевич        | 30.4.1948     | доктор исторических наук          | профессор                                                                   | история        |               | Академия наук Чеченской Республики                                                                 |
| 3.  | Кадиев, Хусейн Магомедович       | 2.7.1949      | кандидат технических наук         | профессор                                                                   |                | 1992          | Грозненский Ордена Трудового Красного Знамени Нефтяной научно-исследовательский институт (ГрозНИИ) |
| 4.  | Лечиев, Максим Хамидович         | 23.8.1938     | кандидат юридических наук         | профессор                                                                   |                | 1996          | |
| 5.  | Мусханова, Исита Вахидовна       |               | доктор педагогических наук        | профессор                                                                   | этнопедагогика | 2017          | Чеченский государственный педагогический университет                                               |
| 6.  | Овхадов, Муса Рукманович         | 30.9.1949     | доктор филологических наук        | профессор                                                                   | теория языка   | 30.5.2002     | Академия наук Чеченской Республики                                                                 |
| 7.  | Паскачёв, Асламбек Боклуевич     | 24.3.1948     | доктор экономических наук         | профессор                                                                   | экономика      | 27.8.2006     | |
| 8.  | Солтаханов, Шервани Хусаинович   | 27.4.1957     | доктор физико-математических наук | профессор                                                                   | математика     | 2015          | Чеченский государственный университет                                                              |
| 9.  | Тайсумов, Муса Анасович          | 12.1.1959     | доктор биологических наук         | гл. научный сотрудник отдела биологических и медицинских исследований АН ЧР |                | 2015          | Академия наук Чеченской Республики                                                                 |
| 10. | Темиров, Денилбек Султангириевич | 29.6.1960     | доктор экономических наук         | профессор                                                                   | экономика      | 27.8.2006     | |
| 11. | Туркаев, Хасан Вахитович         | 10.5.1938     | доктор филологических наук        | профессор                                                                   |                | 2008          | |